# Carling Bassett-Seguso
Carling Bassett-Seguso (* 9. Oktober 1967 als Carling Bassett in Toronto, Ontario) ist eine ehemalige kanadische Tennisspielerin.

## Karriere
Im Laufe ihrer Tennislaufbahn gewann sie je zwei Einzel- und Doppelturniere auf der WTA Tour. Von 1982 bis 1987 spielte sie für die kanadische Fed-Cup-Mannschaft 21 Begegnungen, von denen sie 12 gewann. Daneben versuchte sie sich als Modell und Schauspielerin. 1982 war sie in dem Tennisfilm Spring Fever an der Seite von Susan Anton und Jessica Walter zu sehen.
1988 nahm sie an den Olympischen Sommerspielen in Seoul teil. Dort schied sie im Einzel in der ersten Runde und im Doppel im Viertelfinale aus.
2001 wurde sie in die Hall of Fame des kanadischen Sports aufgenommen.

## Persönliches
Am 26. September 1987 heiratete sie den US-amerikanischen Tennisspieler Robert Seguso. Sie haben fünf Kinder. In einer Dokumentation sprach Bassett-Seguso offen über ihre Bulimie-Erkrankung.

## Erfolge

### Einzel
| Nr. | Datum            | Turnier   | Kategorie | Belag           | Finalgegnerin   | Ergebnis      |
| --- | ---------------- | --------- | --------- | --------------- | --------------- | ------------- |
| 1.  | 20. Februar 1983 | Hershey   | WTA       | Teppich (Halle) | Sandy Collins   | 2:6, 6:0, 6:4 |
| 2.  | 24. Mai 1987     | Straßburg | WTA       | Sand            | Sandra Cecchini | 6:3, 6:4      |

### Doppel
| Nr. | Datum         | Turnier | Kategorie | Belag     | Partnerin         | Finalgegnerinnen               | Ergebnis |
| --- | ------------- | ------- | --------- | --------- | ----------------- | ------------------------------ | -------- |
| 1.  | Oktober 1984  | Tampa   | WTA       | Hartplatz | Elizabeth Sayers  | Mary-Lou Piatek Wendy White    | 6:4, 6:3 |
| 2.  | November 1985 | Tampa   | WTA       | Hartplatz | Gabriela Sabatini | Lisa Bonder Laura Gildemeister | 6:0, 6:0 |